# Norman Morrison
Norman Morrison (ur. 29 grudnia 1933, zm. 2 listopada 1965) – amerykański kwakier, który popełnił samobójstwo przez samospalenie w proteście przeciw amerykańskiemu zaangażowaniu w wojnie wietnamskiej. Podpalił się przed budynkiem Pentagonu i zmarł tego samego dnia.

## Życiorys
Urodził się w Erie w Pensylwanii. W latach 1952–1956 był studentem teologii w szkole wyższej w Wooster, następnie rok uczęszczał do Zachodniego Seminarium Duchownego w Pittsburghu. Studiował również w Edynburgu. Podróżował po Europie i Bliskim Wschodzie. W 1959 roku w Pittsburghu uzyskał tytuł licencjata. Wtedy także został kwakrem oraz przeniósł się do Charlotte, gdzie podjął pracę jako sekretarz wspólnoty religijnej. W 1962 roku przeprowadził się do Baltimore. Organizował tam spotkania kwakrów.
Miał żonę i trójkę dzieci.

## Okoliczności śmierci
2 listopada 1965 roku Morrison przeczytał artykuł dotyczący bombardowania wioski i śmierci dzieci w Wietnamie, o czym rozmawiał z żoną przy obiedzie. Gdy żona wyszła z domu, by odebrać starsze dzieci ze szkoły, Norman udał się ze swoją najmłodszą córką, roczną Emily, do Pentagonu, gdzie w ramach protestu przeciw wojnie wietnamskiej oblał się naftą i podpalił. Jego córka nie uległa poparzeniu, zajęli się nią przechodnie.
Samospalenie miało miejsce w pobliżu biura sekretarza obrony USA - Roberta McNamary. Mężczyzna był świadkiem czynu.
W liście do swojej żony Morrison tłumaczył swój akt samospalenia tym, że robi to, by żadne wietnamskie dziecko nie musiało już ginąć w wyniku wojny. Zawarł także aluzję o ofierze Abrahama, co wzbudza hipotezę, jakoby na początku planował podpalić także Emily.
Żona Morrisona dowiedziała się o czynie męża wieczorem, gdy zadzwonił do niej dziennikarz. Kobieta otrzymała również telefon ze szpitala, poinformowano ją, że jej mąż zmarł na skutek oparzeń.

## Upamiętnienie
Morrison stał się bohaterem książek wspomnieniowych autorstwa jego żony. W Wietnamie wydano znaczek pocztowy z jego podobizną, którego posiadanie było zabronione w Stanach Zjednoczonych, a jedną z ulic w Hanoi nazwano jego imieniem. Poeta Tố Hữu napisał wiersz upamiętniający czyn mężczyzny.

## Inne samospalenia w USA
16 marca 1965 roku, na znak protestu przeciwko wojnie w Wietnamie, w Detroit podpaliła się Alice Herz. 9 listopada 1965 roku podobny czyn popełnił w Nowym Jorku przed siedzibą biblioteki ONZ Roger Allen LaPorte.